# ジャック・ゼリグ

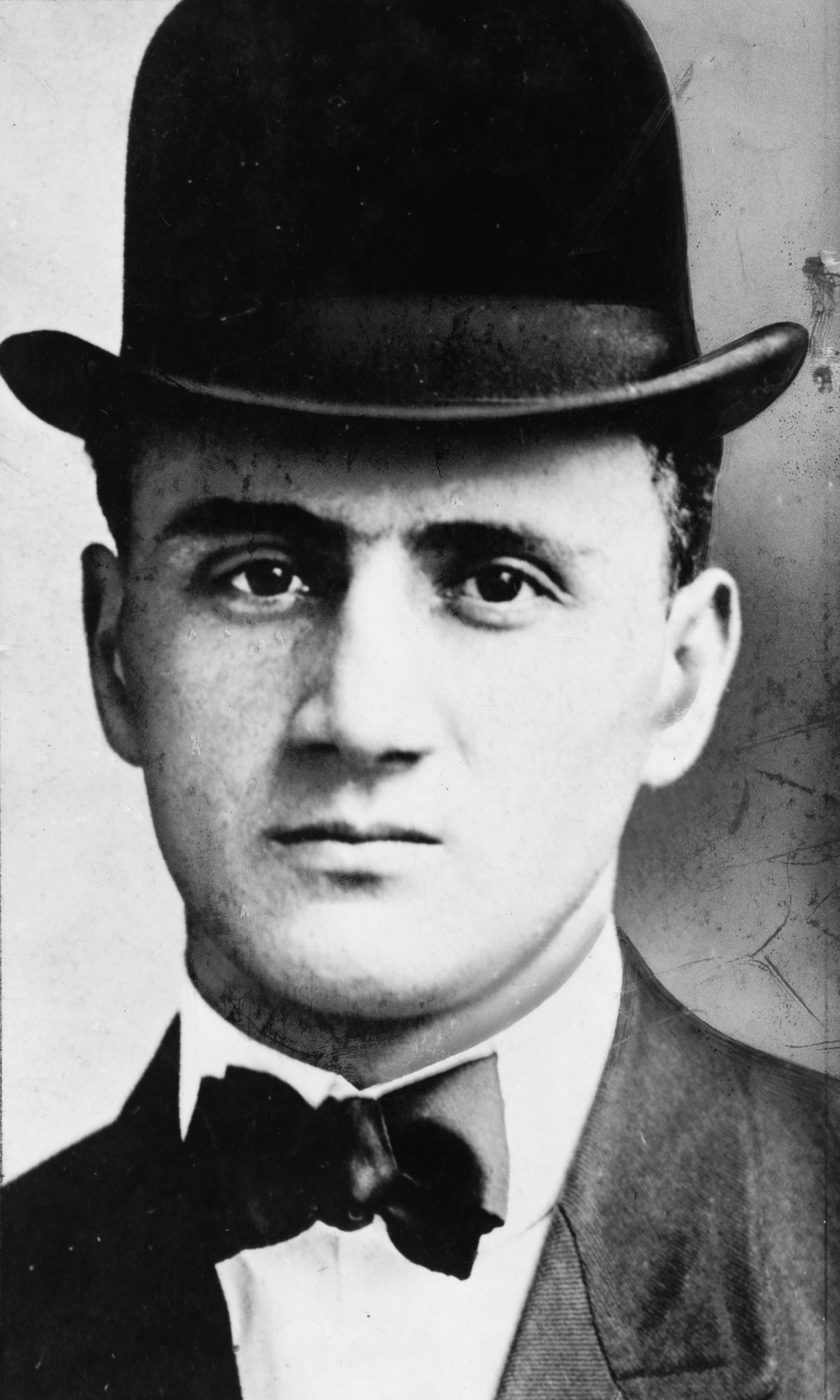
ジャック・ゼリグ

ジャック・ゼリグ（Big jack Zelig、1888年5月13日 - 1912年10月5日）はニューヨークのユダヤ系ギャング。イーストマンズのボス（1908-10年）。
ロウアー・イースト・サイド生まれ。地元の窃盗団Crazy Butchでスリ稼業をしていたが、1890年代後半イーストマンズのメンバーとなると急速に頭角を現し、1908年マックス・ツヴェルバッハの後を継いでボスとなった。 副ボスにジャック・シロッコとチック・トリッカーを据え75人のメンバーを率いた。
1911年強盗で捕まり、同年出所すると、ボスの座を狙うシロッコとトリッカーの策謀を、メンバーの密告で知らされ、刺客ジュリー・モレルを返り討ちにした。1912年裁判所を出る時ファイブポインツ一味のルイス・ピオッジに首を撃たれたが、奇跡的に助かった。
当時NYPDの汚職警部補チャールズ・ベッカーの下請け屋として、やみ賭博の上がりの取立てをしていた。上がり金の納付を拒否した反抗的な賭博屋ハーマン・ローゼンタールの暗殺を依頼されると、イーストマンズの末端ギャング団レノックス・アヴェニュー・ギャングの一味とともに、白昼、高級ホテルの前で暗殺した。ショッキングな事件として全米中に新聞大見出しで伝えられ、ゼリグ一味はいっせいに検挙されたが、事件の背後を疑われたベッカー警部補も逮捕された。1912年10月5日、事件の公判の前日、路面電車に乗るところを無名ガンマンに殺された。ゼリグの証言を恐れたベッカーが黒幕とされた（ベッカーは有罪が確定し1915年電気椅子で処刑された）。